# Ленонкур, Филипп де
Филипп де Ленонкур (фр. Philippe de Lenoncourt; 1527, замок Кувре (Сена и Марна) — 13 декабря 1592, Рим) — французский кардинал. граф-епископ Шалона и пэр Франции с 30 мая 1550 по 13 апреля 1556. епископ Осера с 7 февраля 1560 по 16 декабря 1562. Кардинал-священник с 16 ноября 1586, с титулом церкви церкви Сант-Онофрио с 15 января 1588. Префект Священной конгрегации Индекса с 1588 по 13 декабря 1592. 

## Биография
Родился в замке Кувре, между Мо и Ланьи. Сын Анри II де Ленонкура, графа де Нантёй-ле-Одуэн, и Маргерит де Бруа, дамы де Нантёй, племянник кардинала Робера де Ленонкура.
В 1540 году, в возрасте 13 лет, дядя увез его в Рим, где Филипп произвел приятное впечатление своим разумом и манерами, получив у итальянцев прозвище «прекрасного французского кавалера». По возвращении во Францию принял духовный сан. С юности был аббатом-коммендатарием Сан-Мартен-д'Эперне (диоцез Реймса), Мутье-Сен-Жана (диоцез Лангра), Уаньи (диоцез Отёна) и Сен-Марсьяля (диоцез Лиможа), Монтьеранде (диоцез Шалона).
В 1550 году дядя уступил ему епископство Шалонское, от которого Филипп отказался в 1556 году, став аббатом Монтье-ан-Дера и викарием Робера. 7 февраля 1560 дядя передал Филиппу епископство Осерское. В июле 1562 был направлен в Рим Екатериной Медичи по делам ее сына. 16 декабря 1562 отказался от епископства в пользу Филибера Бабу де Лабурдезьер. Тот взамен передал ему аббатство Ребе (диоцез Мо).
Также Филипп был аббатом Барбо (диоцез Санса) и приором Ла-Шарите-сюр-Луар.
21 декабря 1578 был среди первых пожалованных в командоры ордена Святого Духа, церемония прошла 31-го. Был советником короля Генриха III, пославшего в 1585 году Филиппа к королю Наваррскому, чтобы убедить того отказаться от ереси.
17 декабря 1586 возведен папой Сикстом V в сан кардинала, с 15 января 1588 года с титулом церкви Сант-Онофрио и в том же году сделал префектом конгрегации Индекса запрещенных книг.
В 1588 году участвовал в Штатах в Блуа, затем вернулся в Рим, где папа в 1589 году назначил его архиепископом Реймсским, вместо убитого кардинала Лотарингского, но Филипп не успел вступить во владение этой кафедрой, так как умер в Риме в 1592 году.
Участвовал в обоих конклавах 1590 года, избравших Урбана VII и Григория XIV, в конклаве 1591 года, избравшем Иннокентия IX, и конклаве 1592 года, избравшем Климента VIII.